# Liga de Campeones de la OFC 2020
La Liga de Campeones de la OFC 2020 fue la 19.ª edición del máximo torneo de fútbol a nivel de clubes de Oceanía. Fue la cuarta vez que contó con 16 equipos en la fase de grupos y la tercera vez que contó con ocho equipos en la fase de eliminación directa, esta edición tuvo como incidente el retiro de 2 clubes de la competición, por lo tanto, En la fase de grupos hubo 1 grupo que jugó menos partidos que los demás grupos y también la fase preliminar se jugó con 3 equipos en lugar de 4. 
El Pago Youth se retiró de la competición antes de disputarla y el Tupapa Maraerenga antes de jugar la Fase de grupos, por lo tanto, solo compitieron 15 participantes en lugar de 18.
Comenzó el 15 de febrero y debió culminar el 16 de mayo pero debido al brote de COVID-19, las competiciones en Oceanía tuvieron que posponerse hasta nuevo aviso. La fase preliminar tuvo lugar en Nueva Zelanda entre el 25 y el 31 de enero.
El equipo en fase de grupos peor ubicado fue el Ba FC de Fiyi.
Finalmente el 4 de septiembre de 2020, la OFC emitió un Comunicado anunciando la cancelación definitiva del torneo debido a los brotes del COVID-19 en el Pacífico, por lo que esta edición no tendrá Campeón.
Se confirmó que el representante de la OFC en la Copa Mundial de Clubes de la FIFA 2020 sería el Auckland City el 19 de noviembre de 2020 tras una decisión de un comité representativo de la OFC al ocupar el primer lugar en la tabla general de la Liga de Campeones de la OFC 2020.

## Equipos participantes
| País                               | Equipo/s                        | Vía de clasificación                                                                                 |
| ---------------------------------- | ------------------------------- | --- |
| Fiyi 2 cupos                       | Ba Lautoka                      | Campeón de la Liga Nacional de Fiyi 2019 Subcampeón de la Liga Nacional de Fiyi 2019                 |
| Islas Salomón 2 cupos              | Solomon Warriors Henderson Eels | Campeón de la S-League 2019-20 Subcampeón de la S-League 2019-20                                     |
| Nueva Caledonia 2 cupos            | Hienghène Sport Magenta         | Campeón de la Superliga de Nueva Caledonia 2019 Subcampeón de la Superliga de Nueva Caledonia 2019   |
| Nueva Zelanda 2 cupos              | Eastern Suburbs Auckland City   | Campeón de la Premiership 2018-19 Ganador Temporada Regular Premiership 2018-19                      |
| Papúa Nueva Guinea 2 cupos         | Toti City Hekari United         | Campeón de la Liga Nacional 2019 Subcampeón de la Liga Nacional 2019                                 |
| Tahití 2 cupos                     | Vénus Tiare Tahiti              | Campeón de la Primera División de Tahití 2018-19 Subcampeón de la Primera División de Tahití 2018-19 |
| Vanuatu 2 cupos                    | Malampa Revivors Galaxy         | Campeón de la Primera División de Vanuatu 2019 Subcampeón de la Primera División de Vanuatu 2019     |
| Islas Cook 1 cupo fase previa      | Tupapa Maraerenga FC            | Campeón de la Primera División de Islas Cook 2019                                                    |
| Samoa 1 cupo fase previa           | Lupe ole Soaga                  | Campeón de la Liga Nacional de Samoa 2019                                                            |
| Samoa Americana 1 cupo fase previa | Pago Youth (R)                  | Campeón de la Liga de Fútbol FFAS 2019                                                               |
| Tonga 1 cupo fase previa           | Veitongo FC                     | Campeón de la Primera División de Tonga 2019                                                         |

## Fase preliminar
El 17 de diciembre de 2019, la OFC anunció que Pago Youth se retiró de la etapa de calificación debido a preocupaciones de sarampión en el Pacífico. Los tres equipos en la etapa de clasificación se enfrentan entre ellos en un lugar centralizado. Los ganadores y subcampeones avanzan a la fase de grupos para unirse a los 14 participantes directos.
Se disputó entre el 25 y el 31 de enero en Nueva Zelanda.
| Pos. | Equipo               | PJ | PG | PE | PP | GF | GC | DG | Pts. | Clasificación              |
| ---- | -------------------- | -- | -- | -- | -- | -- | -- | -- | ---- | -------------------------- |
| 1    | Lupe ole Soaga       | 2  | 1  | 1  | 0  | 2  | 0  | +2 | 4    | Avanza a la fase de grupos |
| 2    | Tupapa Maraerenga FC | 2  | 0  | 2  | 0  | 2  | 2  | 0  | 2    | Avanza a la fase de grupos |
| 3    | Veitongo FC          | 2  | 0  | 1  | 1  | 2  | 4  | -2 | 1    |                            |

Actualizado el 31 de enero de 2020. Fuente:OFC
| 25 de enero de 2020 | Lupe ole Soaga        | 2:0 (2:0) | Veitongo FC | Ngahue Reserve, Auckland                             |                                                      |
| 16:00               | Chant 27' · Ataga 31' | Reporte   |             | Asistencia: 300 espectadores Árbitro(s): Calvin Berg | Asistencia: 300 espectadores Árbitro(s): Calvin Berg |

| 28 de enero de 2020 | Tupapa Maraerenga FC | 0:0     | Lupe ole Soaga | Ngahue Reserve, Auckland                                 |                                                          |
| 16:00               |                      | Reporte |                | Asistencia: 250 espectadores Árbitro(s): Kavitesh Behari | Asistencia: 250 espectadores Árbitro(s): Kavitesh Behari |

| 31 de enero de 2020 | Veitongo FC     | 2:2 (2:1) | Tupapa Maraerenga FC    | Ngahue Reserve, Auckland                                  |                                                           |
| 16:00               | Polovili 2' 33' | Reporte   | Estay 10' · Simiona 50' | Asistencia: 250 espectadores Árbitro(s): Teremoana Roihau | Asistencia: 250 espectadores Árbitro(s): Teremoana Roihau |

## Fase de grupos

### Grupo A
| Pos. | Equipo            | PJ | PG | PE | PP | GF | GC | DG | Pts. | Clasificación             |
| ---- | ----------------- | -- | -- | -- | -- | -- | -- | -- | ---- | ------------------------- |
| 1    | Eastern Suburbs   | 3  | 2  | 1  | 0  | 8  | 3  | +5 | 7    | Avanza a cuartos de final |
| 2    | Galaxy            | 3  | 1  | 1  | 1  | 7  | 5  | +2 | 4    | Avanza a cuartos de final |
| 3    | Hekari United (A) | 3  | 1  | 1  | 1  | 5  | 5  | 0  | 4    |                           |
| 4    | Hienghène Sport   | 3  | 0  | 1  | 2  | 3  | 10 | -7 | 1    |                           |

Actualizado el 21 de febrero de 2020. Fuente:OFC 
(A) Anfitrión
| 16 de febrero de 2020 | Galaxy                                            | 4:1 (2:0) | Hienghène Sport   | Sir John Guise Stadium, Puerto Moresby               |                                                      |
| 12:00                 | Roberson 14' · Feni 34' · Carter 80' · Tangis 90' | Reporte   | Athale 85' (pen.) | Asistencia: 1000 espectadores Árbitro(s): Ben Aukwai | Asistencia: 1000 espectadores Árbitro(s): Ben Aukwai |

| 16 de febrero de 2020 | Eastern Suburbs | 2:1 (2:1) | Hekari United | Sir John Guise Stadium, Puerto Moresby               |                                                      |
| 15:00                 | Bueno 19', 45'  | Reporte   | Kepo 44'      | Asistencia: 1500 espectadores Árbitro(s): Veer Singh | Asistencia: 1500 espectadores Árbitro(s): Veer Singh |

| 19 de febrero de 2020 | Galaxy                   | 2:2 (2:1) | Eastern Suburbs  | Sir John Guise Stadium, Puerto Moresby               |                                                      |
| 12:00                 | Carter 16' · Roberto 21' | Reporte   | Bueno 43', 90+2' | Asistencia: 100 espectadores Árbitro(s): Timothy Niu | Asistencia: 100 espectadores Árbitro(s): Timothy Niu |

| 19 de febrero de 2020 | Hienghène Sport               | 2:2 (1:2) | Hekari United                 | Sir John Guise Stadium, Puerto Moresby              |                                                     |
| 15:00                 | Kayara 5' · Athale 83' (pen.) | Reporte   | Joe 30' · Kryzozun 45' (pen.) | Asistencia: 500 espectadores Árbitro(s): Deepak Raj | Asistencia: 500 espectadores Árbitro(s): Deepak Raj |

| 22 de febrero de 2020 | Hienghène Sport | 0:4 (0:2) | Eastern Suburbs                            | Sir John Guise Stadium, Puerto Moresby              |                                                     |
| 12:00                 |                 | Reporte   | Bueno 11' , 72' · Drake 17' · Thurston 90' | Asistencia: 300 espectadores Árbitro(s): Ben Aukwai | Asistencia: 300 espectadores Árbitro(s): Ben Aukwai |

| 22 de febrero de 2020 | Hekari United  | 2:1 (0:0) | Galaxy   | Sir John Guise Stadium, Puerto Moresby               |                                                      |
| 15:00                 | Kepo 54' , 64' | Reporte   | Kalo 84' | Asistencia: 2000 espectadores Árbitro(s): Veer Singh | Asistencia: 2000 espectadores Árbitro(s): Veer Singh |

### Grupo B
| Pos. | Equipo               | PJ | PG | PE | PP | GF | GC | DG | Pts. | Clasificación             |
| ---- | -------------------- | -- | -- | -- | -- | -- | -- | -- | ---- | ------------------------- |
| 1    | Malampa Revivors (A) | 3  | 1  | 2  | 0  | 6  | 3  | +3 | 5    | Avanza a cuartos de final |
| 2    | Henderson Eels       | 3  | 1  | 2  | 0  | 8  | 7  | +1 | 5    | Avanza a cuartos de final |
| 3    | Toti City            | 3  | 1  | 1  | 1  | 10 | 6  | +4 | 4    |                           |
| 4    | Lautoka              | 3  | 0  | 1  | 2  | 3  | 11 | –8 | 1    |                           |

Actualizado el 22 de febrero de 2020. Fuente:OFC 
(A) Anfitrión
| 15 de febrero de 2020 | Toti City                             | 3:3 (1:2) | Henderson Eels                             | Luganville Soccer City Stadium, Luganville               |                                                          |
| 11:00                 | Simon 3' , 62' (pen.) · Dabinyaba 64' | Reporte   | Tanito 24' (pen.) , 70' (pen.) · Le'ai 36' | Asistencia: 2500 espectadores Árbitro(s): Norbert Hauata | Asistencia: 2500 espectadores Árbitro(s): Norbert Hauata |

| 15 de febrero de 2020 | Lautoka            | 1:1 (1:1) | Malampa Revivors | Luganville Soccer City Stadium, Luganville                    |                                                               |
| 15:00                 | Caunter 29' (pen.) | Reporte   | Soromon 16'      | Asistencia: 3500 espectadores Árbitro(s): Campbell-Kirk Waugh | Asistencia: 3500 espectadores Árbitro(s): Campbell-Kirk Waugh |

| 18 de febrero de 2020 | Lautoka | 0:7 (0:5) | Toti City                                                            | Luganville Soccer City Stadium, Luganville          |                                                     |
| 11:00                 |         | Reporte   | Dabinyaba 23' , 62' · Gunemba 37' , 57' · Simon 39' , 44' · Bika 45' | Asistencia: 1200 espectadores Árbitro(s): Sione Mau | Asistencia: 1200 espectadores Árbitro(s): Sione Mau |

| 18 de febrero de 2020 | Malampa Revivors  | 2:2 (1:1) | Henderson Eels | Luganville Soccer City Stadium, Luganville             |                                                        |
| 15:00                 | Bai 5' · Ravo 86' | Reporte   | Nawo 42' , 80' | Asistencia: 2800 espectadores Árbitro(s): Antony Riley | Asistencia: 2800 espectadores Árbitro(s): Antony Riley |

| 21 de febrero de 2020 | Henderson Eels                     | 3:2 (0:1) | Lautoka                      | Luganville Soccer City Stadium, Luganville              |                                                         |
| 11:00                 | Watemae 72' · Le'ai 87' · Nawo 90' | Reporte   | Ali 29' · Caunter 51' (pen.) | Asistencia: 1800 espectadores Árbitro(s): Sione Lelenga | Asistencia: 1800 espectadores Árbitro(s): Sione Lelenga |

| 21 de febrero de 2020 | Malampa Revivors       | 3:0 (2:0) | Toti City | Luganville Soccer City Stadium, Luganville               |                                                          |
| 15:00                 | Batick 34' , 45' , 58' | Reporte   |           | Asistencia: 4200 espectadores Árbitro(s): Norbert Hauata | Asistencia: 4200 espectadores Árbitro(s): Norbert Hauata |

### Grupo C
| Pos. | Equipo                | PJ | PG | PE | PP | GF | GC | DG | Pts. | Clasificación             |
| ---- | --------------------- | -- | -- | -- | -- | -- | -- | -- | ---- | ------------------------- |
| 1    | Magenta (A)           | 2  | 2  | 0  | 0  | 5  | 2  | +3 | 6    | Avanza a cuartos de final |
| 2    | Solomon Warriors      | 2  | 1  | 0  | 1  | 1  | 2  | -1 | 3    | Avanza a cuartos de final |
| 3    | Tiare Tahiti          | 2  | 0  | 0  | 2  | 2  | 4  | -2 | 0    |                           |
| 4    | Tupapa Maraerenga (R) | 0  | 0  | 0  | 0  | 0  | 0  | 0  | 0    |                           |

Actualizado el 7 de marzo de 2020. Fuente:OFC 
(A) Anfitrión
| 1 de marzo de 2020 | Solomon Warriors | 1:0 (0:0) | Tiare Tahiti | Numa-Daly Magenta, Numea                              |                                                       |
| 14:00              | Ifunaoa 66'      | Reporte   |              | Asistencia: 150 espectadores Árbitro(s): Nick Waldron | Asistencia: 150 espectadores Árbitro(s): Nick Waldron |

| 1 de marzo de 2020                              | Tupapa Maraerenga | w/o     | Magenta | Numa-Daly Magenta, Numea  |                           |
| 17:00                                           |                   | Reporte |         | Árbitro(s): Sione Lelenga | Árbitro(s): Sione Lelenga |
| retiro del Tupapa Maraerenga y partido perdido. |                   |         |         |                           |                           |

| 4 de marzo de 2020                              | Tupapa Maraerenga | w/o     | Solomon Warriors | Numa-Daly Magenta, Numea |                          |
| 16:00                                           |                   | Reporte |                  | Árbitro(s): Salesh Chand | Árbitro(s): Salesh Chand |
| retiro del Tupapa Maraerenga y partido perdido. |                   |         |                  |                          |                          |

| 4 de marzo de 2020 | Magenta                            | 3:2 (1:1) | Tiare Tahiti     | Numa-Daly Magenta, Numea                                |                                                         |
| 19:00              | Nemia 45', 87' · Haring 51' (a.g.) | Reporte   | Porlier 21', 76' | Asistencia: 450 espectadores Árbitro(s): Matthew Conger | Asistencia: 450 espectadores Árbitro(s): Matthew Conger |

| 7 de marzo de 2020                              | Tiare Tahiti | w/o     | Tupapa Maraerenga | Numa-Daly Magenta, Numea |                        |
| 14:00                                           |              | Reporte |                   | Árbitro(s): Deepak Raj   | Árbitro(s): Deepak Raj |
| retiro del Tupapa Maraerenga y partido perdido. |              |         |                   |                          |                        |

| 7 de marzo de 2020 | Magenta                  | 2:0 (2:0) | Solomon Warriors | Numa-Daly Magenta, Numea                            |                                                     |
| 17:00              | Ranchain 16' · Hmaen 28' | Reporte   |                  | Asistencia: 550 espectadores Árbitro(s): Cory Mills | Asistencia: 550 espectadores Árbitro(s): Cory Mills |

### Grupo D
| Pos. | Equipo         | PJ | PG | PE | PP | GF | GC | DG | Pts. | Clasificación             |
| ---- | -------------- | -- | -- | -- | -- | -- | -- | -- | ---- | ------------------------- |
| 1    | Auckland City  | 3  | 3  | 0  | 0  | 9  | 0  | +9 | 9    | Avanza a cuartos de final |
| 2    | Vénus (A)      | 3  | 2  | 0  | 1  | 10 | 3  | +7 | 6    | Avanza a cuartos de final |
| 3    | Lupe ole Soaga | 3  | 1  | 0  | 2  | 4  | 11 | -7 | 3    |                           |
| 4    | Ba             | 3  | 0  | 0  | 3  | 5  | 14 | -9 | 0    |                           |

Actualizado el 7 de marzo de 2020. Fuente:OFC 
(A) Anfitrión
| 1 de marzo de 2020 | Ba | 0:6 (0:3) | Auckland City                                                     | Stade Mahina, Mahina                                    |                                                         |
| 17:00              |    | Reporte   | Vale 39' · Tade 39', 45' · Rogerson 58' · Bevan 72' · Kaltack 84' | Asistencia: 350 espectadores Árbitro(s): Médéric Lacour | Asistencia: 350 espectadores Árbitro(s): Médéric Lacour |

| 1 de marzo de 2020 | Lupe ole Soaga | 0:6 (0:2) | Vénus                                                               | Stade Mahina, Mahina                                  |                                                       |
| 20:00              |                | Reporte   | Tetauira 30', 48', 88' · Tehau 38' · Setefano 51' (a.g.) · Keck 76' | Asistencia: 750 espectadores Árbitro(s): Joel Hopkken | Asistencia: 750 espectadores Árbitro(s): Joel Hopkken |

| 4 de marzo de 2020 | Lupe ole Soaga                                                  | 4:3 (4:0) | Ba                               | Stade Mahina, Mahina                                   |                                                        |
| 17:00              | Manson 11' · Mosquera 29' (pen.) · Taualai 38' · Ueligitone 42' | Reporte   | Tiwa 72' · Waqa 74' · Drudru 76' | Asistencia: 350 espectadores Árbitro(s): Hamilton Siau | Asistencia: 350 espectadores Árbitro(s): Hamilton Siau |

| 4 de marzo de 2020 | Vénus | 0:1 (0:1) | Auckland City | Stade Mahina, Mahina                                       |                                                            |
| 20:00              |       | Reporte   | Bevan 42'     | Asistencia: 1500 espectadores Árbitro(s): David Yareboinen | Asistencia: 1500 espectadores Árbitro(s): David Yareboinen |

| 7 de marzo de 2020 | Auckland City              | 2:0 (1:0) | Lupe ole Soaga | Stade Mahina, Mahina                                 |                                                      |
| 17:00              | Kaltack 30' · Manickum 68' | Reporte   |                | Asistencia: 250 espectadores Árbitro(s): George Time | Asistencia: 250 espectadores Árbitro(s): George Time |

| 7 de marzo de 2020 | Vénus                           | 4:2 (3:2) | Ba                     | Stade Mahina, Mahina                                    |                                                         |
| 20:00              | Tehau 29', 45', 55' · Barbe 36' | Reporte   | Drudru 2' · Totori 10' | Asistencia: 850 espectadores Árbitro(s): Médéric Lacour | Asistencia: 850 espectadores Árbitro(s): Médéric Lacour |

## Fase final
|  | Cuartos de final | Cuartos de final | Cuartos de final |   |   | Semifinales | Semifinales | Semifinales |  |   | Final | Final | Final |  |
|  |                  |                  |                  |   |   |             |             |             |  |   |       |       |       |  |
|  |                  |                  |                  |   |   |             |             |             |  |   |       |       |       |  |
|  | -                | -                | -                |   |   |             |             |             |  |   |       |       |       |  |
|  | -                | -                | -                |   |   |             |             |             |  |   |       |       |       |  |
|  | -                | -                | -                |   |   |             |             |             |  |   |       |       |       |  |
|  | -                | -                | -                |   | - | -           | -           |             |  |   |       |       |       |  |
|  |                  |                  |                  |   | - | -           | -           |             |  |   |       |       |       |  |
|  |                  |                  | -                | - | - |             |             |             |  |   |       |       |       |  |
|  | -                | -                | -                | - | - | -           |             |             |  |   |       |       |       |  |
|  | -                | -                |                  |   |   |             |             |             |  |   |       |       |       |  |
|  | -                | -                | -                |   |   |             |             |             |  |   |       |       |       |  |
|  | -                | -                | -                |   |   |             |             |             |  | - | -     | -     |       |  |
|  |                  |                  |                  |   |   |             |             |             |  | - | -     | -     |       |  |
|  |                  |                  | -                | - | - |             |             |             |  |   |       |       |       |  |
|  | -                | -                | -                | - | - | -           |             |             |  |   |       |       |       |  |
|  | -                | -                |                  |   |   |             |             |             |  |   |       |       |       |  |
|  | -                | -                | -                |   |   |             |             |             |  |   |       |       |       |  |
|  | -                | -                | -                |   | - | -           | -           |             |  |   |       |       |       |  |
|  |                  |                  |                  |   | - | -           | -           |             |  |   |       |       |       |  |
|  |                  |                  | -                | - | - |             |             |             |  |   |       |       |       |  |
|  | -                | -                | -                | - | - | -           |             |             |  |   |       |       |       |  |
|  | -                | -                |                  |   |   |             |             |             |  |   |       |       |       |  |
|  | -                | -                | -                |   |   |             |             |             |  |   |       |       |       |  |
|  | -                | -                | -                |   |   |             |             |             |  |   |       |       |       |  |
|  |                  |                  |                  |   |   |             |             |             |  |   |       |       |       |  |

### Cuartos de final
|  | Bandera de ? | Cancelado | Bandera de ? |  |  |

|  | Bandera de ? | Cancelado | Bandera de ? |  |  |

|  | Bandera de ? | Cancelado | Bandera de ? |  |  |

|  | Bandera de ? | Cancelado | Bandera de ? |  |  |

### Semifinales
|  | Bandera de ? | Cancelado | Bandera de ? |  |  |

|  | Bandera de ? | Cancelado | Bandera de ? |  |  |

### Final
|  | Bandera de ? | Cancelado | Bandera de ? |  |  |

| Bandera de ?    |
| Campeón No hubo |

## Estadísticas

### Goleadores
| Jugador          | Equipo           | Goles |
| ---------------- | ---------------- | ----- |
| Martín Bueno     | Eastern Suburbs  | 6     |
| Emmanuel Simon   | Toti City        | 4     |
| Teaonui Tehau    | Vénus            | 4     |
| Nigel Dabinyaba  | Toti City        | 3     |
| Joses Nawo       | Henderson Eels   | 3     |
| Andre Batick     | Malampa Revivors | 3     |
| Tamatoa Tetauira | Vénus            | 3     |

### Tabla Acumulada
| Equipo | Equipo           | Pts. | PJ | PG | PE | PP | GF | GC | DG. | Dif. | Rend. |
| ------ | ---------------- | ---- | -- | -- | -- | -- | -- | -- | --- | ---- | ----- |
| 1      | Auckland City    | 9    | 3  | 3  | 0  | 0  | 9  | 0  | 0   | +9   | 100%  |
| 2      | Eastern Suburbs  | 7    | 3  | 2  | 1  | 0  | 8  | 3  | 0   | +5   | 77%   |
| 3      | Vénus            | 6    | 3  | 2  | 0  | 1  | 10 | 4  | 0   | +6   | 66%   |
| 4      | Magenta          | 6    | 2  | 2  | 0  | 0  | 5  | 2  | 0   | +3   | 100%  |
| 5      | Malampa Revivors | 5    | 3  | 1  | 2  | 0  | 6  | 3  | 0   | +3   | 55%   |
| 6      | Henderson Eels   | 5    | 3  | 1  | 2  | 0  | 8  | 7  | 0   | +1   | 55%   |
| 7      | Galaxy           | 4    | 3  | 1  | 1  | 1  | 7  | 5  | 0   | +2   | 44%   |
| 8      | Solomon Warriors | 3    | 2  | 1  | 0  | 1  | 1  | 2  | 0   | -1   | 50%   |
| 9      | Toti City        | 4    | 3  | 1  | 1  | 1  | 10 | 6  | 0   | +4   | 44%   |
| 10     | Hekari United    | 4    | 3  | 1  | 1  | 1  | 5  | 5  | 0   | 0    | 44%   |
| 11     | Lupe Ole Soaga   | 3    | 3  | 1  | 0  | 2  | 4  | 11 | 0   | -7   | 33%   |
| 12     | Hienghène Sport  | 1    | 3  | 0  | 1  | 2  | 3  | 10 | 0   | -7   | 11%   |
| 13     | Lautoka          | 1    | 3  | 0  | 1  | 2  | 3  | 11 | 0   | -8   | 11%   |
| 14     | Tiare Tahiti     | 0    | 2  | 0  | 0  | 2  | 2  | 4  | 0   | -2   | 0%    |
| 15     | Ba               | 0    | 3  | 0  | 0  | 3  | 5  | 14 | 0   | -9   | 0%    |

Nota: Sólo hay 15 Equipos debido al Retiro del Tupapa Maraerenga en la fase de grupos.